# Kommunal verksamhet
Kommunal verksamhet är sådan verksamhet som drivs av kommunen. Den kommunala kompetensen begränsar vilka uppgifter som kan drivas av kommunen. Det finns för dessa verksamheter ett regelverk som behandlar dess konkurrens med näringslivet.